# Lost in Forever
Lost in Frever è il secondo album in studio del gruppo symphonic metal tedesco Beyond the Black, pubblicato il 12 febbraio 2016 dall'etichetta Airforce1 Records.

## Tracce
1. Lost in Forever – 4:48
2. Beautiful Lies (feat. Rick Altzi) – 4:10
3. Written in Blood – 4:21
4. Against the World – 4:06
5. Beyond the Mirror – 4:15
6. Halo of the Dark – 4:22
7. Dies Irae – 4:02
8. Forget My Name – 6:05
9. Burning in Flames – 4:15
10. Nevermore – 4:19
11. Shine and Shade – 6:14
12. Heaven in Hell – 4:28
13. Love's a Burden – 3:42

Durata totale: 59:07

## Formazione
- Jennifer Haben – voce
- Nils Lesser – chitarra
- Christopher Hummels – chitarra, cori
- Tobias Derer – batteria
- Erwin Schmidt – basso
- Michael Hauser – tastiere

## Classifiche
| Classifica (2016) | Posizione massima |
| ----------------- | ----------------- |
| Austria           | 21                |
| Germania          | 4                 |
| Svizzera          | 28                |